# Shah Razen Said
Shah Razen Said (Brunéi; 14 de diciembre de 1985) es un futbolista de Brunéi que juega en la posición de delantero y que actualmente juega con el DPMM FC de la Brunei Super League.

## Carrera

### Club
| Periodo   | Club                       |
| --------- | -------------------------- |
| 2003–2005 | AH United                  |
| 2005–     | DPMM FC                    |
| 2010      | → Viva Rangers FC (cedido) |
| 2011      | → Wijaya FC (cedido)       |

### Selección nacional
Debutó en octubre de 2008 en la clasificación para la Copa Suzuki AFF 2008, anotando en su primer partido internacional en el empate 1-1 ante Filipinas en Camboya el 17 de octubre. Actualmente es el goleador histórico de la selección nacional.

## Logros
- S.League: 1

2015
- Liga Premier de Singapur: 1

2019
- Brunei Premier League: 1

2021
- Copa de Singapur: 3

2009, 2012, 2014